# Laguna de Aculeo
La laguna de Aculeo es un cuerpo de agua superficial de variables dimensiones ubicada en la comuna de Paine, provincia de Maipo, Región Metropolitana. Se caracteriza por tener riberas fangosas y porque sus costas no presentan una inclinación pronunciada.
En la segunda década del siglo XXI ha experimentado bajas de nivel de agua que presagian su desaparición o transformación en un lago salado. Desde el año 2019 la laguna había desaparecido, tanto por la megasequía como por el excesivo consumo humano, pero tras el temporal de lluvias de agosto de 2023, y las lluvias de junio de 2024, volvió a llenarse casi en su totalidad con las aguas del estero Pintué.

## Ubicación y descripción
La laguna está ubicada unos 50 km al sur de la ciudad de Santiago y tiene un espejo de agua de 11.5 km², una profundidad media de 3,4 m, una profundidad máxima de 5 m y un volumen de agua de 53.6 millones de metros cúbicos. Todos estos datos son de un informe de la Dirección General de Aguas del año 2010: 4 

## Historia
La laguna obtiene su nombre del mapudungun Acum-Leu, "donde finaliza el río".
Se han encontrado vestigios de entierros, vasijas y otros objetos en sus alrededores, como también una notable canoa o wampo hecha de un solo tronco de boldo, donde entran por lo menos dos o tres personas, la cual se conserva en la familia. Sin embargo, no se sabe de poblaciones estables en las orillas de la laguna. Sin embargo, el lugar ya en 1639 era considerado "pueblo indio" por los españoles y era parte de la Estancia del capitán español Don Alonso de Córdoba y fue administrado posteriormente por quien lo adquirió de este último, Don Francisco Gutiérrez de Caviedes de La Torre.
Francisco Solano Asta-Buruaga y Cienfuegos escribió en 1899 en su obra póstuma Diccionario Geográfico de la República de Chile sobre el río:
Aculeo (Laguna de).-Hermoso receptáculo de agua dulce, situado en el departamento de Maipo por los 33º 50' Lat. y 70º 50' Lon. á 20 ó 22 kilómetros hacia el SO, de la villa de Buín y unos 15 hacia el O. de la estación del Hospital en el ferrocarril de Santiago al sur. Ocupa una extensa hondonada á la base oriental de las sierras, que se levantan al O. de esos puntos y que se enlazan al S. con la de Alhué. Su superficie, que se halla á 382 metros de altitud, se extiende de E. á O. por unos cuatro á cinco kilómetros, con un ancho á sus extremos de poco menos de tres y en el centro más estrecha, ofreciendo la figura aproximada á una ampolleta ó reloj de arena. En el cuerpo occidental tiene dos pintorescas islillas. Resguardada por las alturas que casi enteramente la rodean es de aguas muy tranquilas, en las que abundan delicados pejerreyes y variedad de aves acuáticas, notándose entre estas los cisnes de cuello negro. Sus riberas se abren en terrenos feraces y cultivados. El nombre es contracción de aculn, hacer llegar, y de leuvu, rio.
Luis Risopatrón lo describe en su Diccionario jeográfico de Chile (1924):
Aculeo (Laguna de). De unos 40km² de superficie, con dos pintorescas islillas en la parte W, de aguas mui tranquilas, famosas por los pejerreyes que se criaban en ellas, los que han desaparecido por la introducción de especies más voraces, se encuentra alimentada por varios torrentes a 356 m de altitud, entre terrenos feraces y cultivados, i desagua por el E al estero de La Angostura.
Durante gran parte del siglo XX y principios del XXI, esta laguna fue un centro turístico y una zona crucial para la agricultura local, atrayendo a visitantes por su belleza natural y proporcionando agua para riego.
En 1911 Miguel Letelier instaló un sistema de bombas para regadío, que causó asombro por su audacia y magnitud. Para obtener energía eléctrica, construyó una central hidroeléctrica en el río Angostura, en las cercanías de Valdivia de Paine y mediante una línea de alto voltaje de 13 km atravesó los cerros para llegar a la Casa de Máquinas de Rangue, donde estaban instaladas las bombas. Con este sistema se regó 1.500 ha que antes eran terrenos resecos e improductivos. Los trabajadores de esa época creyeron que era algo del demonio cuando vieron salir miles de litros de agua a 21 m sobre el nivel del lago.
El lugar ha sido utilizado por santiaguinos, como destino de veraneo. La laguna está dividida en dos sectores: Ribera Norte y Sur, ambas son destino de visitantes que gustan de deportes acuáticos, como el kayak, la navegación a vela, el esquí acuático, etc. En sus riberas hay áreas de campin, pesca y paseos a caballo.
A partir de la década de 2000, la laguna ha debido enfrentar un alto estrés hídrico; el uso intensivo del agua para actividades agrícolas, sumado a la falta de políticas de gestión sostenible, comenzó a mermar los niveles del agua. Esta situación se vio agravada por el cambio climático, que trajo consigo patrones de precipitación alterados y temperaturas en aumento.
Para el 2018, la laguna se había secado completamente, un cambio drástico que no solo afectó a la biodiversidad local, sino que también tuvo impactos económicos negativos en las comunidades que dependían de ella. Sin embargo, con las lluvias de 2023 la laguna recuperó parte de su espejo de agua.

## Hidrografía

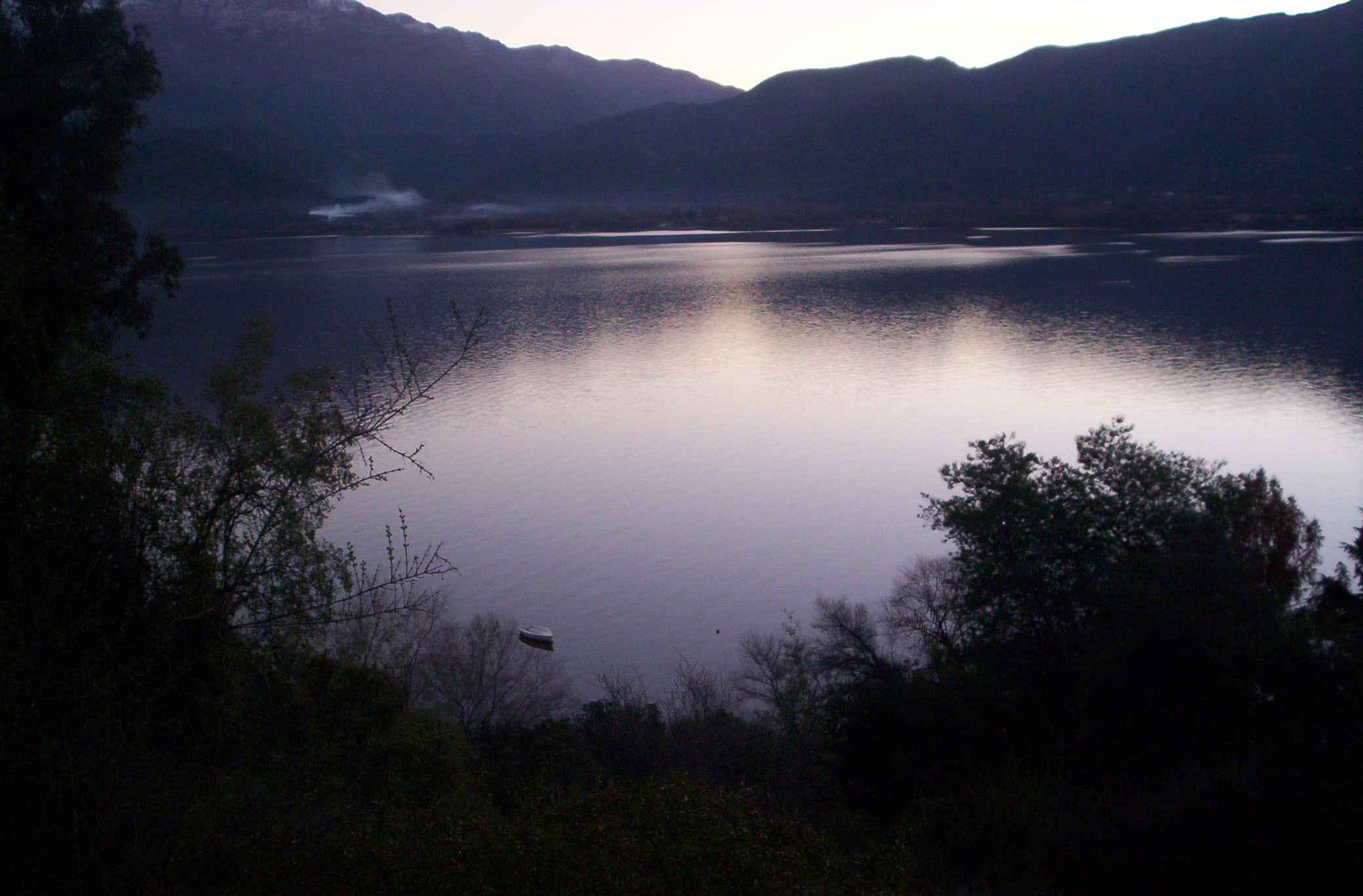
La laguna en 2005

La laguna es el nivel de equilibrio de una cuenca endorreica rodeada totalmente por la cuenca del río Maipo y es alimentada por afloramientos naturales someros de la cuenca y su emisario natural es el estero Aculeo que desagua en el río Angostura. El estero está seco en verano y tiene un escaso caudal en invierno.: 4  El promedio anual de precipitaciones es de 611 mm.
Desde mediados de los años 2010, la laguna perdió rápidamente superficie, al punto que en 2019 prácticamente no existía ya. 
En 2020, debido a las lluvias acaecidas en la última semana del mes de junio, su nivel comenzó lentamente a aflorar. Junto a ello, hay proyectos impulsados desde el gobierno local, el Estado y los privados para buscar en conjunto, soluciones efectivas para su recuperación en el largo plazo, especialmente con los acuerdos voluntarios de gestión de cuenca que permitirán el uso racional y sostenible de este recurso.
No obstante, en 2022, la laguna había desaparecido por completo, y ni siquiera algunas lluvias fuertes alcanzaron a hacer surgir un espejo de agua, esto hasta el año 2023 donde la laguna recuperó el espejo de agua.

## Población, economía y ecología

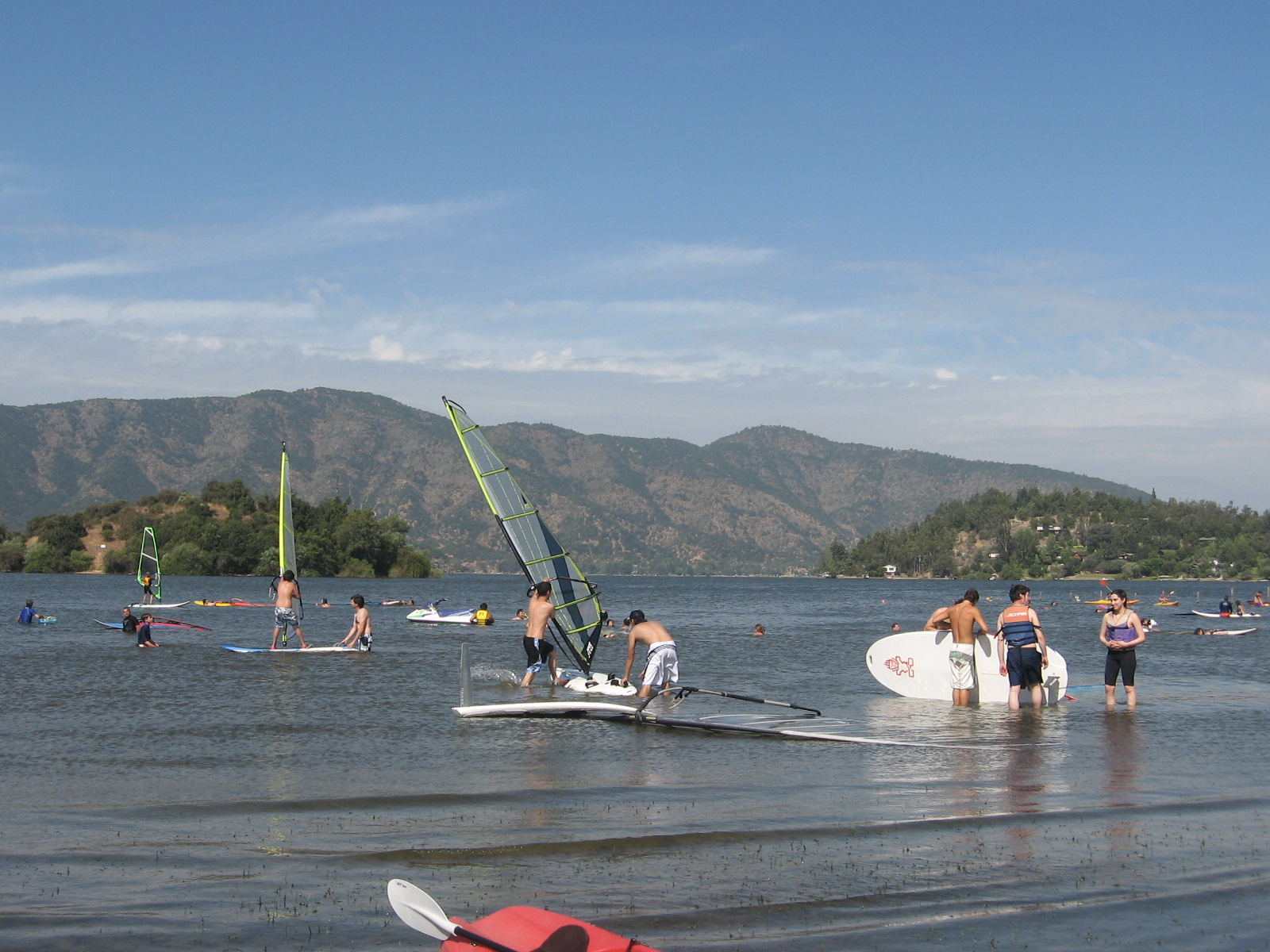
Práctica de deportes náuticos en la laguna en enero de 2009

Las actividades económicas desarrolladas en el entorno de la laguna son variadas, incluyen agricultura, turismo, ganadería, forestal, actividad silvopastoril y recreación, creándose en torno a la laguna un punto de atracción recreacional.: 6 

### Estado trófico
La eutrofización es el envejecimiento natural de cuerpos lacustres (lagos, lagunas, embalses, pantanos, humedales, etc.) como resultado de la acumulación gradual de nutrientes, un incremento de la productividad biológica y la acumulación paulatina de sedimentos provenientes de su cuenca de drenaje.: 4  Su avance es dependiente del flujo de nutrientes, de las dimensiones y forma del cuerpo lacustre y del tiempo de permanencia del agua en el mismo.: 24  En estado natural la eutrofización es lenta (a escala de milenios), pero por causas relacionadas con el mal uso del suelo, el incremento de la erosión y por la descarga de aguas servidas domésticas entre otras, puede verse acelerado a escala temporal de décadas o menos.: 4  Los elementos y propiedades característicos del estado trófico son fósforo, nitrógeno, turbiedad, DBO5 y clorofila. Una medición objetiva y frecuente de esos elementos y características es necesaria para la aplicación de políticas de protección del medio ambiente. 
La clasificación trófica nombra la concentración de esos elementos bajo observación (de menor a mayor concentración): ultraoligotrófico, oligotrófico, mesotrófico, eutrófico, hipereutrófico. Ese es el estado trófico del elemento en el cuerpo de agua. Los estados hipereutrófico y eutrófico son estados no deseados en el ecosistema, debido a que los bienes y servicios que nos brinda el agua (bebida, recreación, entre otros) son más compatibles con lagos de características ultraoligotróficas, oligotróficas o mesotróficas.: 14 
Según la Dirección General de Aguas en 2009 la laguna de Aculeo estaba en un estado hipereutrófico, con un grado de intervención antrópica alto.: 21 